# Lok Sabha

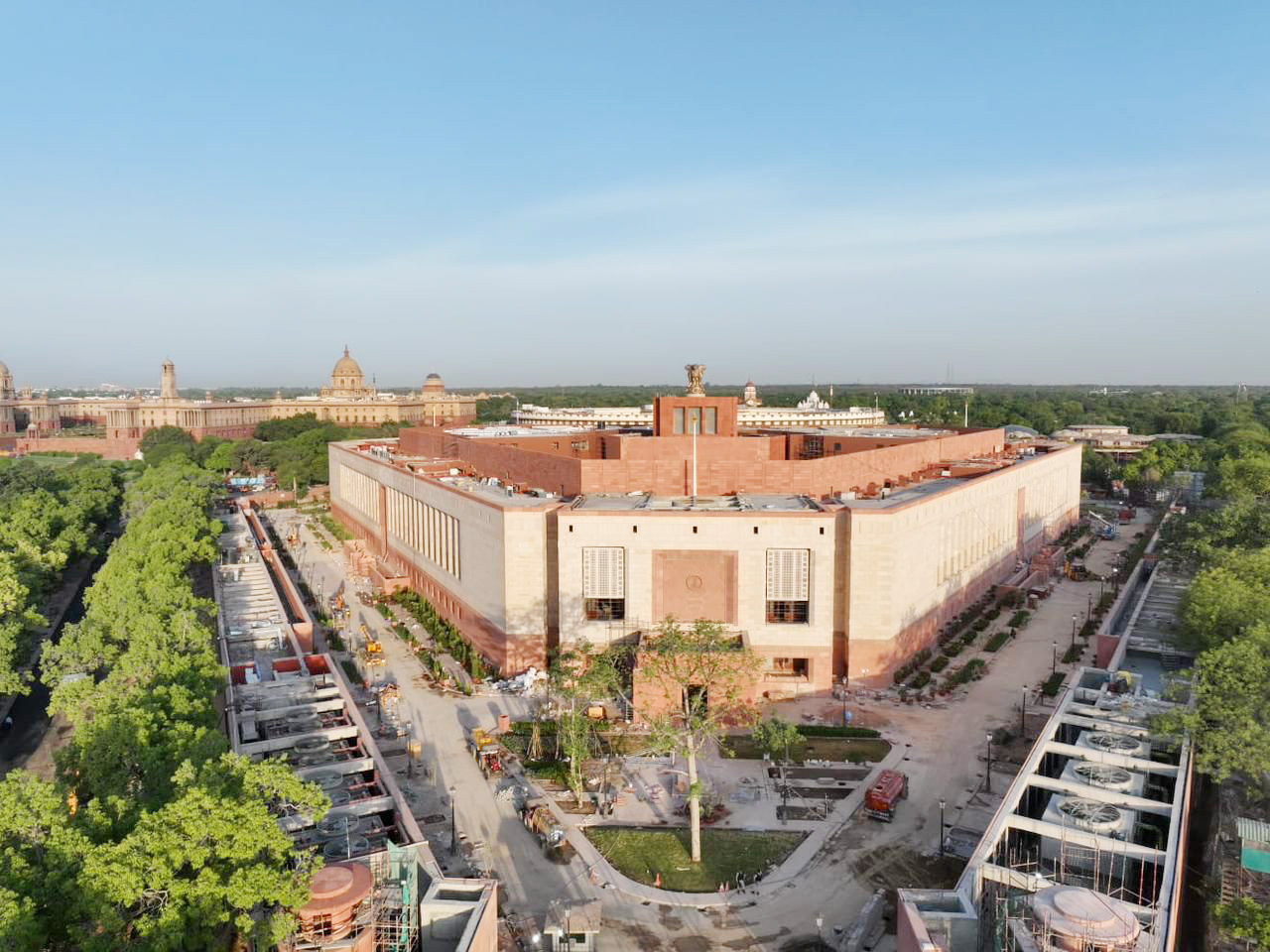
Palazzo del Parlamento dall’esterno

La Lok Sabha (Camera del popolo) è la camera bassa del Parlamento indiano che, insieme alla camera alta, il Rajya Sabha, compone l’organo legislativo indiano. 
La “Lok Sabha” è, inoltre, l'assemblea parlamentare eletta con il maggior numero di votanti al mondo (più di 645 milioni nelle elezioni del 2024). 
I membri della Lok Sabha sono rappresentanti diretti della popolazione indiana in quanto scelti direttamente da un elettorato consistente di tutti i cittadini adulti dell'India.

## Descrizione
La sua dimensione massima prevista dalla costituzione è di 552 membri (attualmente sono 543), di cui un massimo di 532 rappresenta la popolazione degli stati dell'India ed un massimo di 20 è in rappresentanza della popolazione dei territori dell'unione.
Fino al 2020, 2 membri potevano essere nominati dal presidente dell'India per rappresentare la comunità anglo-indiana, se questi ritenesse che tale comunità non fosse adeguatamente rappresentata nella Camera.
L'età minima per poter far parte della Lok Sabha è venticinque anni.
Ogni Lok Sabha viene formata con un mandato di cinque anni, finiti i quali si scioglie, a meno che non venga adottato un Proclama d'emergenza che ne estende i termini con incrementi di un anno alla volta. 
I seggi della Lok Sabha sono distribuiti attraverso gli stati e i territori dell'unione in modo da assicurare la rappresentanza della popolazione degli stati. L'attuale allocazione di seggi è la seguente: (545 seggi: 543 eletti + 2 nominati)
Stati: 
1. Andhra Pradesh - 42
2. Arunachal Pradesh - 2
3. Assam - 14
4. Bengala Occidentale - 42
5. Bihar - 40
6. Chhattisgarh - 11
7. Goa - 2
8. Gujarat - 26
9. Haryana - 10
10. Himachal Pradesh - 4
11. Jharkhand - 14
12. Karnataka - 28
13. Kerala - 20
14. Madhya Pradesh - 29
15. Maharashtra - 48
16. Manipur - 2
17. Meghalaya - 2
18. Mizoram - 1
19. Nagaland - 1
20. Orissa - 21
21. Punjab - 13
22. Rajasthan - 25
23. Sikkim - 1
24. Tamil Nadu - 39
25. Telangana - 17
26. Tripura - 2
27. Uttar Pradesh - 80
28. Uttaranchal - 5

Territori dell'Unione
1. Andamane e Nicobare - 1
2. Chandigarh - 1
3. Dadra e Nagar Haveli e Daman e Diu - 2
4. Delhi - 7
5. Jammu e Kashmir - 5
6. Laccadive - 1
7. Ladakh - 1
8. Pondicherry - 1

I membri della Lok Sabha eleggono un portavoce che è responsabile della condotta dei lavori dell'organo, oltre a un vice che presiede in assenza del portavoce.
Nelle sessioni normali, la Lok Sabha si riunisce dalle undici di mattina fino all'una del pomeriggio e dalle due di pomeriggio alle sei di sera. La prima ora della seduta è dedicata al question time, durante il quale i parlamentari possono indirizzare delle domande ai Ministri del Governo, che dovranno rispondere entro una determinata data.
La Lok Sabha ha pari potere legislativo rispetto alla camera alta del parlamento, la Rajya Sabha, ad eccezione delle leggi finanziarie, per le quali la Lok Sabha è l'autorità ultima. Se legislazioni in conflitto vengono approvate dalle due camere, si tiene una seduta congiunta per appianare le differenze. In tale sessione, i membri della Lok Sabha di solito prevalgono, poiché la Lok Sabha ha più del doppio dei membri rispetto alla Rajya Sabha.